# Иван Милчетич
Ѝван Мѝлчетич (на хърватски: Ivan Milčetić) е виден хърватски литературен историк, славист диалектолог и фолклорист от ΧΙΧ – ХХ век.

## Биография
Роден е на 27 август 1853 година в село Милчетич на далматинския остров Крък, тогава в Австрийската империя. Завършва италианско училище в град Крък и гимназия в Риека. Учи славянска и класическа филология в Загребския и Пражкия университет. Работи като гимназиален учител в Загреб, Риека и Вараждин. Сред неговите литературно-исторически приноси се открояват „За посланиците от 16 век в дубровнишко-далматинския период на хърватската литература“ (O poslanicama 16. vijeka u dubrovačko-dalmatinskoj periodi hrvatske književnosti, 1882), литературните портрети (Dr. Julije Bajamonti i njegova djela, Rad JAZU, 1912), както и трудовете му за хърватско-италианските литературни връзки. Занимава се основно проблемите на старата хърватска литература, но е и сред първите, които пишат за новата, предимно от епохата на Възраждането, за която предлага периодизация. Автор е на диалектологични изследвания (Čakavština Kvarnerskih otoka, Rad JAZU, 1895) и на трудове за хърватския езиков стандарт. Особени заслуги има в изследването на хърватската глаголица, като събира и систематизира материали (Hrvatska glagoljska bibliografija. Dio I. Opisi rukopisa, Starine, 1911). Милчетич е един от основателите на хърватската етнология и пръв редактор на Сборника за народен живот и обичаи на южните славяни (1896), в който публикува голям брой етнографско-фолклористични трудове, от които най-известен е „Коледата у южните славяни“ (Koleda u Južnih Slavena, 1917).
Умира във Вараждин на 25 октомври 1921 година.